# Ростовщичество
Ростовщи́чество — предоставление денег в долг с условием их возврата с процентами (предоставление денег в рост). В современных условиях ростовщичеством называют дачу финансовых средств в долг под необоснованно высокий процент (по сравнению с обычной сложившейся практикой) или под залог вещей.

## История
Ростовщичество было известно с древнейших времен, даже до появления денег. Первые ссуды давали и возвращали натурой — например, зерном или скотом. Не исключено, что идея «роста» ссуды появилась из практики — животное, взятое на время как тягловая сила или для молока, возвращали с естественным увеличением веса или с приплодом.
Ростовщичество было распространено в Древней Греции. Аристотель в трактате Политика (335—322 до н. э.) описывал явление взимания процентов как противное природе и основное назначение денег отводил для меновой торговли. Экономике Аристотель противопоставлял хрематистику, к которой он причислял ростовщичество. Взгляд Аристотеля отражал мнение класса рабовладельцев, поскольку ростовщичество было одним из факторов, содействующих разложению античного общества. В Древнем Риме ростовщичеством занимались все, у кого имелись свободные деньги — сенаторы, всадники и вольноотпущенники. Ростовщичеством занимались высшие должностные лица (в частности Сенека) и даже сами императоры.
Ростовщический кредит был характерен для ранних форм кредитно-денежных отношений, когда он обслуживал непроизводительные расходы феодальной знати, мелких ремесленников и крестьян
.
Различие между законным ссудным процентом и чрезмерным («лихвой») появилось в европейской экономической мысли в начале XIV века. Ростовщичество было широко распространено в Европе до появления промышленного кредита и банков.
В Древней Руси и позднее в Российской империи ростовщичество считалось аморальным, законодательно преследовалось превышение ростовщиком определённой процентной ставки. Основанием этому служили представления, что земледелие или промышленное производство увеличиваются «справедливо» за счёт труда, а деньги растут «обманом», так как ростовщик труда не прилагает. Тем не менее, православные монастыри давали ссуды под залог земли и ювелирных изделий. За кредит взимали проценты, включая сложные. Ростовщичеством занимались архиерейские дома и приходские церкви. В рост отдавался также хлеб.

## Научные оценки
В научной литературе понятие «ростовщичество» трактуется весьма неоднозначно. При этом часто используются неопределённые критерии (например, процент «непомерный», «завышенный», «чрезмерно высокий», «незаконный»). Некоторые авторы любое кредитование под проценты считают ростовщичеством.
По мнению ряда авторов, ростовщичество приводит к увеличению денежной массы, не обеспеченной товарами, поэтому кредитование под процент приводит к инфляции — ссудный процент по кредиту входит в стоимость товара и повышает его цену.
Законы об ограничении размера взимаемых процентов являются типичным примером ограничения договорной свободы в целях защиты интересов экономически слабых субъектов.
Сторонник свободного рынка американский экономист Мюррей Ротбард критиковал законы об ограничении кредитования. По его мнению, такие ограничения, как и любые иные формы государственных ограничений на свободные сделки ведут исключительно к негативным результатам. В частности, ограничение на размер процента порождает дефицит кредитных ресурсов, а запрет тех или иных сделок — чёрный рынок и удорожание запрещённого.
Другие авторы показывают отсутствие прямой связи между уровнями ссудного процента и инфляции. Анализируя эпоху Древнего Рима, доктор экономических наук Сергей Владимирович Лукин отмечает, что, несмотря на значительный размер ростовщического процента (30—50 % годовых), инфляция отсутствовала или была незначительной, что делало реальный ростовщический процент лишь немногим меньше номинального. Доктор экономических наук Владимир Константинович Бурлачков считает, что максимум, на который могут поднять процентную ставку, зависит от рентабельности, то есть не процентная ставка формирует цену, а рентабельность формирует процентную ставку.
Несправедливость ростовщичества усматривают в том, что заёмщик не всегда точно знает о размере результата, который он получит при использовании кредитных средств, а кредитор изначально имеет гарантию возврата кредита и процентов через залог.
По мнению кандидата экономических наук Ольги Печоник, превышение уровнем процентной ставки уровня средней рентабельности в реальном секторе ведёт к дисбалансам в экономике и социальной несправедливости.

## Законодательное регулирование в разных странах
Законодательство Российской Федерации не определяет термин «Ростовщичество» и не использует его, но в п. 5 ст. 809 Гражданского кодекса РФ проценты, в два и более раза превышающие величину обычно взимаемых в подобных случаях, названы «ростовщическими процентами»; указывается, что в таких случаях процент «может быть уменьшен судом до размера процентов, обычно взимаемых при сравнимых обстоятельствах».
Уголовный кодекс Канады ограничивает максимальную процентную ставку по займам до 60 % в год.
Японское законодательство также ограничивает процентные ставки. В соответствии с гражданским законодательством, максимальная процентная ставка составляет от 15 % до 20 % годовых в зависимости от суммы (большие суммы имеют меньшую максимальную ставку). Взимание более чем 20 % годовых подлежит уголовному наказанию (максимум ранее составлял 29,2 %, пока он не был снижен в 2010 году).
В США законы о ростовщичестве ― законы штатов, в которых указывается максимально возможная легальная процентная ставка, по которой могут быть выданы кредиты. В США основная юридическая сила для регулирования ростовщичества принадлежит в первую очередь штатам. Каждый штат США имеет свой собственный закон, который определяет, какой максимальный процент может быть установлен до того, как он будет признан ростовщическим и противозаконным.

## Ростовщичество и религия

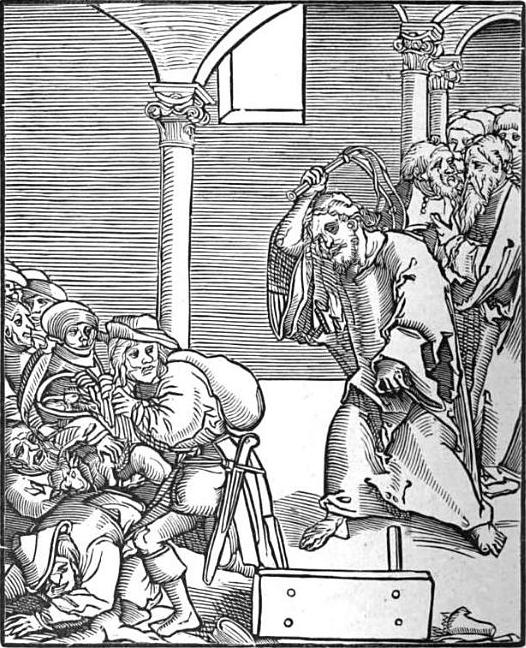
Иисус, изгоняющий ростовщиков из храма, гравюра Лукаса Кранаха

Богословскую литературу, осуждающую процент на капитал, можно подразделить на две категории. В первой содержатся рассуждения об отвращении ко взиманию процента, а также ссылки на авторитеты. Во второй — отсылки к естественному праву и аргументированные обоснования неправомочности ростовщичества.
Австрийский экономист Ойген фон Бём-Баверк выделяет четыре аргумента, которые приводят христианские богословы против процента на ссудный капитал:
- Высказывание епископа Коваррубиаса: «деньги сами по себе не приносят и не производят никаких плодов, поэтому непозволительно и несправедливо брать что-либо сверх отданной внаём вещи за пользование ею, так как это получилось бы не столько с денег, которые ведь плодов не приносят, сколько с чужого труда»[32].
- Неправомочность ростовщичества по мнению Фомы Аквинского: Когда человек уступает некую вещь, то одновременно уступает право ею распоряжаться. Соответственно за одну вещь впоследствии требуют две цены: возвращение равной вещи и цену за употребление, которую называют процентом.
- Близко по сути находится аргумент христианских богословов против ссуды денег под процент: «Если кто-либо пользуется плодами от ссужаемых денег, всё равно, будут ли это монеты, или что-либо иное, то он пользуется плодами от вещи, которая принадлежит не ему, и поэтому это совершенно то же, как если бы он украл „эти плоды“»[33].
- Фома Аквинский также выдвигает весьма своеобразный аргумент о том, что так как величина процента зависит от некоего периода времени, то ростовщик продаёт время. А так как время принадлежит всем, то соответственно он совершает грех[34].

### В христианстве
Христианство относительно ростовщичества во многом опирается на идеи из Ветхого Завета. Ростовщичество и долговое рабство предлагается лишь ограничить и регламентировать. Например, отданная за долги земля должна вернуться владельцу в юбилейный (пятидесятый) год (Лев. 25:28). Долговое рабство в Библии не запрещается, а лишь ограничивается шестью годами с более мягким отношением к отрабатывающему долг, чем к обычному рабу.
В Новом Завете нет прямого запрета на взимание процентов. Хотя Бём-Баверк подобный запрет усматривал в Евангелии от Луки: «Всякому, просящему у тебя, давай, и от взявшего твоё не требуй назад» (Лук. 6:30); «И если взаймы даёте тем, от которых надеетесь получить обратно, какая вам за то благодарность?» (Лук. 6:34), но в данных фразах речь идёт не об отказе от получения процентов, а об отказе от требования назад всего одолженного имущества.
Иоанн Златоуст, почитающийся в качестве вселенского учителя, чей авторитет имеет особый вес в формировании догматики, организации и богослужения Церкви, не просто выступает против ростовщичества, но и считает, что «ничего нет постыднее и жестокосерднее, как брать рост здесь на земле». Святитель отмечает, что «ростовщик обогащается за счет чужих бедствий, несчастие другого обращает себе в прибыль, требует платы за свое человеколюбие, и как бы боясь показаться немилосердным, под видом человеколюбия роет яму глубже».
Также против ростовщичества выступает и другой Отец Церкви — Василий Великий. «Не „объемлют от терния грозды, или от репия смоквы“, и от роста — человеколюбия; „всяко бо злое древо плоды злы творит“», — говорит он. Святой сравнивает ростовщиков с «бесами», «производящими падучую болезнь», которые «по лунным кругообращениям нападают на бедных». При этом Василий Великий отмечает, что «худая уплата» ждёт как ростовщика, так и того, кто берёт у него в долг. Только если должника ждёт «ущерб в деньгах», то ростовщик «вредит самой душе».
Христианская церковь в Средние века пыталась запрещать ростовщичество. Папа Климент V на Вьеннском соборе в 1311 году угрожал отлучением от церкви правителям, которые законодательно разрешали ссудный процент либо в течение 3 месяцев не отменили бы уже имеющиеся постановления. Но полностью отказаться от ссудного процента не удавалось.

### В исламе
В исламе ростовщичество (риба) однозначно осуждается: «Аллах дозволил торговлю и запретил лихоимство». Ростовщичество запрещено в некоторых исламских странах (Иран, Пакистан). В современном исламском толковании кредитование и банки допускаются либо на беспроцентной основе либо с ограничением процентной ставки, «исключающей злоупотребления».

### В иудаизме
В иудаизме ссуда денег под процент евреям и инородцам, живущих среди евреев, запрещена: «Если дашь деньги взаймы бедному из народа Моего, то не притесняй его и не налагай на него роста» (Исх. 22:25); «Если брат твой обеднеет и придёт в упадок у тебя, то поддержи его, пришлец ли он, или поселенец, чтоб он жил с тобою; не бери от него роста и прибыли и бойся Бога твоего; [Я Господь,] чтоб жил брат твой с тобою; серебра твоего не отдавай ему в рост и хлеба твоего не отдавай ему для получения прибыли» (Лев. 25:35, 36). Для чужеземцев-иноверцев таких ограничений нет: «…с иноземца взыскивай, а что будет твоё у брата твоего, прости» (Втор. 15:3); «ты будешь давать взаймы многим народам, а сам не будешь брать взаймы; и господствовать будешь над многими народами, а они над тобою не будут господствовать» (Втор. 15:6). По закону Торы, иудей может дать в рост чужеземцу-иноверцу, и по тому же закону иноверец может дать в рост иудею.

## Ростовщичество в искусстве
В произведениях искусства ростовщичество обычно осуждается, типичный образ ростовщика — немолодой алчный человек, весь смысл жизни которого заключён в стяжательстве.
В повести Н. В. Гоголя «Портрет» персонаж ростовщика являет собой, в некотором смысле, дьявольскую фигуру. В романе «Преступление и наказание» Ф. М. Достоевского образ старухи-процентщицы характеризуется ничтожностью и паразитичностью существования.
А. С. Пушкин при описании ада изобразил ростовщика, которого поджаривает бесёнок. Вергилий объясняет посетителю ада:

Мой сын, сей казни смысл велик:

Одно стяжание имев всегда в предмете,

Жир должников своих сосал сей злой старик

И их безжалостно крутил на вашем свете.

— А. С. Пушкин, «И дале мы пошли — и страх обнял меня...», 1832 г.
Данте в своей «Божественной комедии» встретил ростовщиков на границе седьмого круга, с висящими на их шеях кошельками. Гербы на кошельках указывали на известных современников поэта, занимавшихся ростовщичеством.
В повести «Гобсек» французского писателя Оноре де Бальзака ростовщик предстаёт не только алчным стяжателем, но и тонким знатоком человеческой натуры. По словам одного из главных героев, 

В нём живут два существа: скряга и философ, подлое существо и возвышенное.— Бальзак, «Гобсек»
Ростовщичество отражено в живописи разных эпох.